# Johny Thio
Johny Thio (Roeselare, 2 september 1944 - Hooglede, 4 augustus 2008) was een Belgisch profvoetballer.

## Biografie
Johny Thio speelde zijn ganse jeugd bij KFC Roeselare. Van 1963 tot 1975 was hij rechtsbuiten bij Club Brugge, waar hij de Beker van België won in 1968 en 1970.
In 1973 was Thio aanvoerder van de eerste naoorlogse kampioenenploeg. Tijdens de overwinningsmatch tegen Anderlecht was hij wel geblesseerd, maar het was een overwinning waar de club 53 jaar op wachtte.
Thio speelde 293 competitiewedstrijden in de eerste klasse, 21 UEFA-wedstrijden met Club Brugge en werd 24 keer opgeroepen voor de Rode Duivels. Na zijn actieve carrière bij Club Brugge sloot hij zijn spelerscarrière af bij SV Sottegem in 1975/76 en in 1976/77 bij SK Roeselare, de rivaal van FC Roeselare waar hij vroeger speelde. Daarna werd hij speler-trainer bij SK Gullegem en werd hij nog trainer van FC Roeselare, SK Oostnieuwkerke, SV Koekelare, Eendracht Hooglede en het nieuwe Club Roeselare.
Hij overleed op 63-jarige leeftijd als gevolg van een hartaderbreuk.

## Varia
- In Hooglede is een straat naar hem genoemd.[1]
- In 2021 bracht Club Brugge een speciale editie van het spel Monopoly uit ter ere van hun 130-jarig bestaan. Johny Thio is 1 van de 22 spelers die hierin geëerd worden.

## Palmares

### Speler
Club Brugge
- Eerste Klasse: 1972–73
- Beker van België: 1967–68, 1969-70
- Jules Pappaert Trofee: 1972

### Internationaal

#### België
- Europees Kampioenschap: Derde plaats: 1972